# Вулиця Небесної Сотні (Херсон)
Вулиця Небесної Сотні — вулиця, що розташована у Центральному районі міста Херсона.
Сполучає вулиці 295-ї Херсонської дивізії та Кременчуцьку.

## Історія
Вулиця як така почала формуватися в 2-й половині XIX століття, отримавши назву Бериславської, оскільки в її кінці починалася дорога на місто Берислав. 
У 1957 році, з нагоди 40-ліття Жовтневого перевороту (1917), одержала назву 40-років Жовтня.
У 1950-60-х роках відбулося «друге народження» вулиці — після початку забудови житлових кварталів навпроти Парку Херсонська фортеця. Тут буди зведені 5-поверхівки. До цього ж на вулиці розташовувалися винятково індивідуальні споруди, городи та пустирі.
З кінця 1960-х років вулиця 40 років Жовтня стала вулицею студентів, адже на ній у 1966 році були побудовані корпуси Політехнічного коледжу, заснованого в 1922 році, а у 1978 році завершилось спорудження Херсонського педагогічного інституту.

## Будівлі
Приміщення Херсонського політехнічного коледжу — навчальний корпус (буд. № 23) і гуртожиток (буд. № 21).
У 2016 році вулиця 40 років Жовтня розділена на вулиці Небесної Сотні та Університетську.

## Джерело-посилання
- інформація на www.mycity.kherson.ua («Мой город - Херсон») [Архівовано 7 липня 2011 у Wayback Machine.] (рос.)